# 글리제 832
글리제 832(GJ 832)는 분광형 M1.5V의 적색 왜성으로 인디언자리에 있으며, 지구에서 16.1광년 떨어져 있다. 이 별의 겉보기 등급은 +8.67로 적색 왜성들 중에서는 밝은 편이지만 맨눈으로 볼 수는 없다.

## 같이 보기
- 가까운 별 목록